# Helichrysum faradifani
Helichrysum faradifani là một loài thực vật có hoa trong họ Cúc. Loài này được Scott-Elliot mô tả khoa học đầu tiên năm 1891.